# 國立陽明交通大學青埔校區
國立陽明交通大學桃園青埔全球校區是國立陽明交通大學一座規劃中的校區，位於中華民國桃園市中壢區青埔地區，校區面積26,823.85平方公尺，鄰近高鐵桃園站，落成後預計提供該校新設的醫療發展學院、全球商管學院進駐使用。

## 歷史沿革

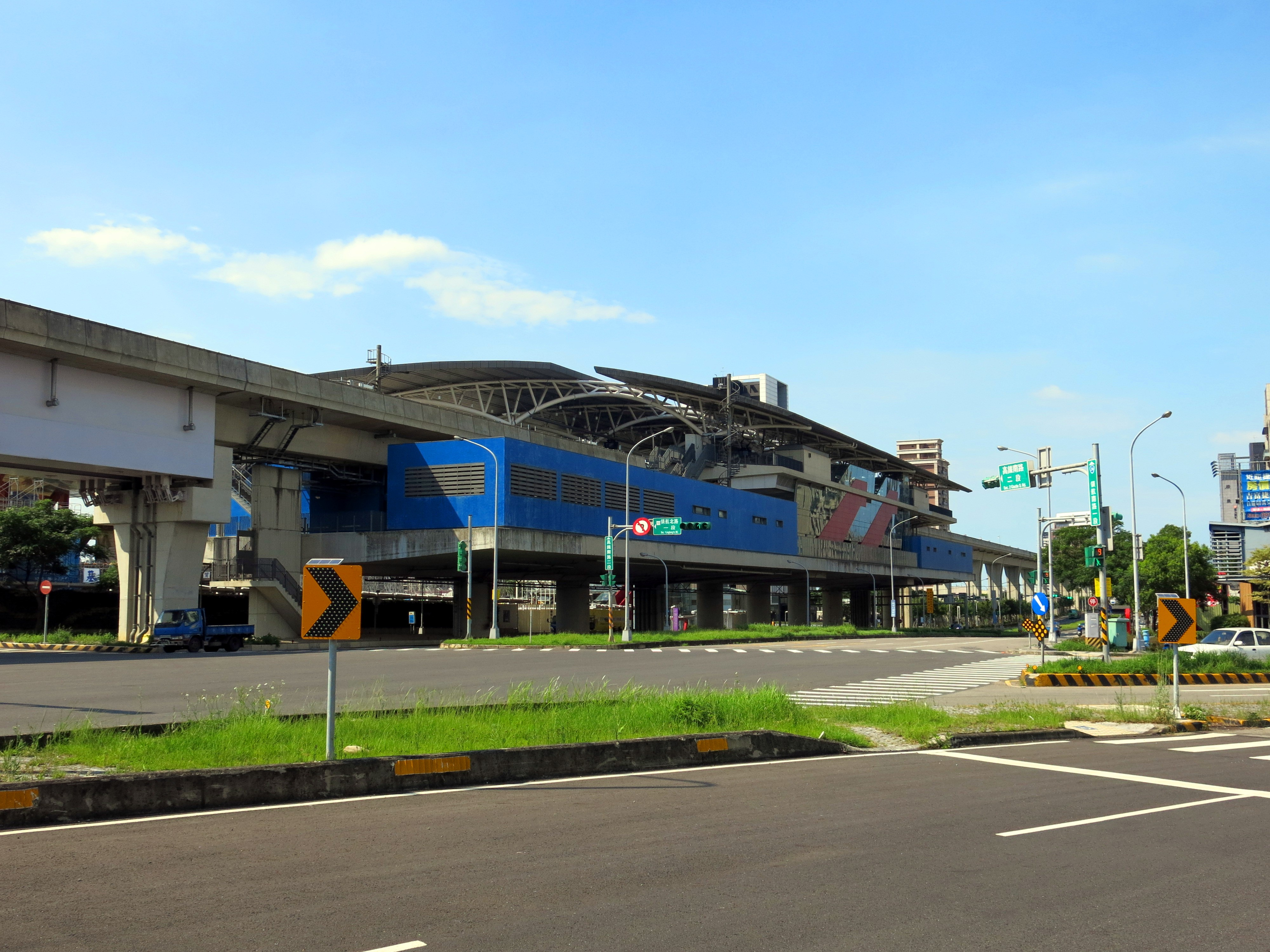
桃園青埔全球校區與桃園捷運桃園體育園區站相鄰。

由於桃園市的醫療資源長期集中北桃園地區，為滿足臨床醫學、研發及教育的需求，並配合亞洲·矽谷計畫的發展，桃園市政府及國立交通大學於2019年4月16日於桃園市政府辦公大樓簽訂《桃園市教育研發暨醫療園區合作意向書》，同意由桃園市政府無償提供位於中壢青埔一帶、面積約2.86公頃的文教用地，由國立交通大學另行籌措經費，推動以「創造前瞻醫療」、「驗證應用場域」、「創新技術研發」及「周邊支援服務」為發展主軸的桃園青埔全球校區。:1、6、附件一
國立交通大學依次於2019年12月25日召開校務會議通過《國立交通大學桃園青埔全球校區推動計畫書》、2020年12月1日、12月30日依序召開校務規劃委員會、校務會議通過《國立交通大學桃園青埔分部籌設計畫書》；行政院則於2020年2月7日准予撥用桃園青埔全球校區用地:10~11:4:8~9:附件二。國立交通大學與國立陽明大學於2021年2月1日合併為國立陽明交通大學後繼續承受原國立交通大學所負的權利義務:1。

## 校園環境

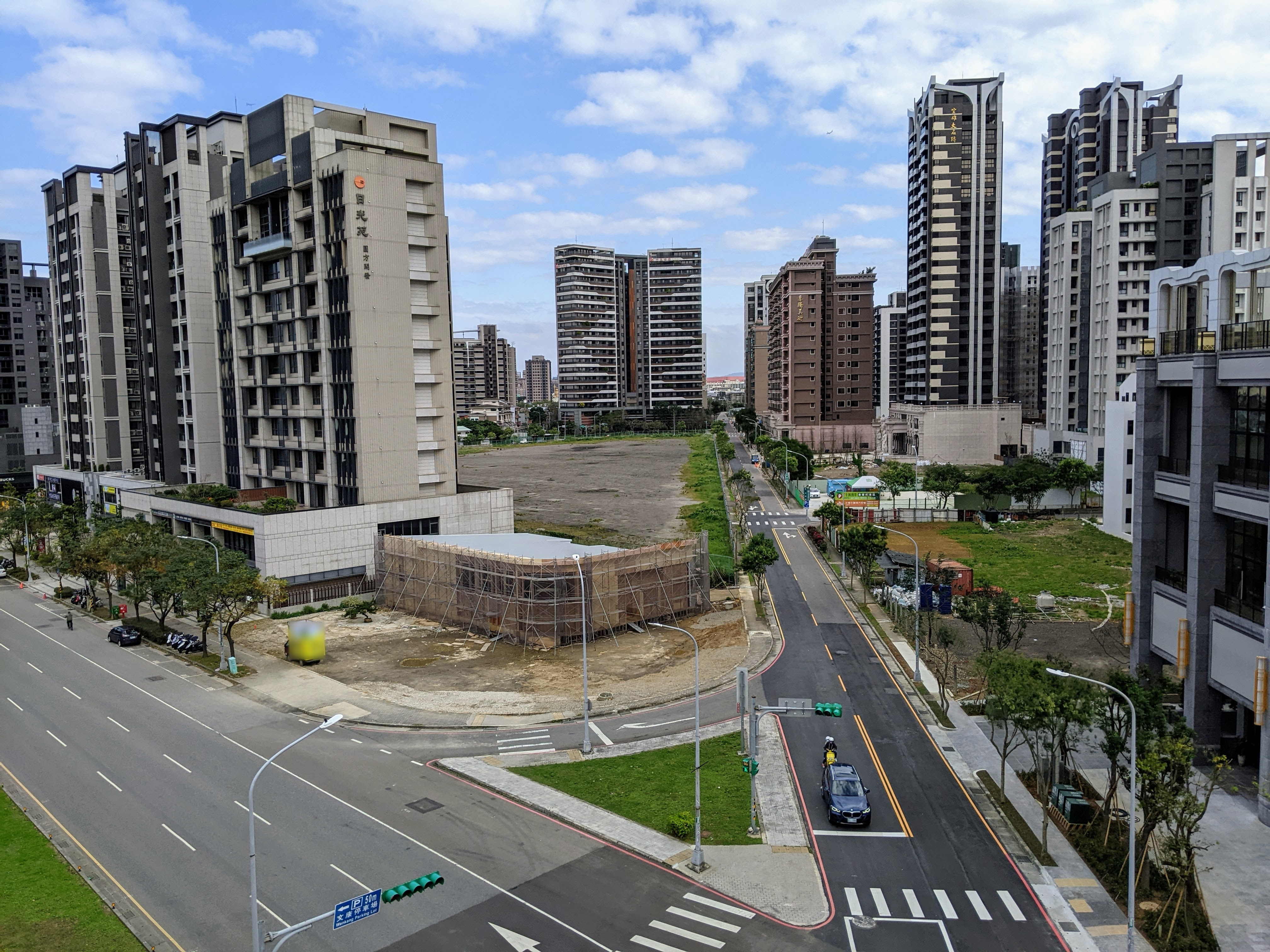
自桃園捷運桃園體育園區站月台，可看到桃園青埔全球校區建築預定地（圖中灰色三角形空地，攝於 2022 年初）

桃園青埔全球校區占地26,823.85平方公尺，坐落於桃園市青埔地區、鄰近桃園捷運桃園體育園區站，位於為文德路、文智路及高鐵南路等3條道路環繞形成之街廊內，規劃設置醫療創新大樓、產學研發大樓及其他附屬建築等設施，並提供國立陽明交通大學擬新設之醫療發展學院、全球商管學院進駐使用。:12~13、附件四
桃園青埔全球校區的開發分為前置作業與整體規劃、第一期建設及第二期建設等三階段，第一期建設預定於2022年至2024年間進行，預計投入新台幣4.6億施作樓地板面積約12,000平方公尺的產學研發大樓與基礎建設及景觀工程，第二期建設預定於2025年至2027年間進行，預計投入6.2億興建一座樓地板面積18,600平方公尺的醫療創新大樓與其他附屬建築。:14~15

## 外部連接
- 國立陽明交通大學全球校區